# Benjamin Grierson

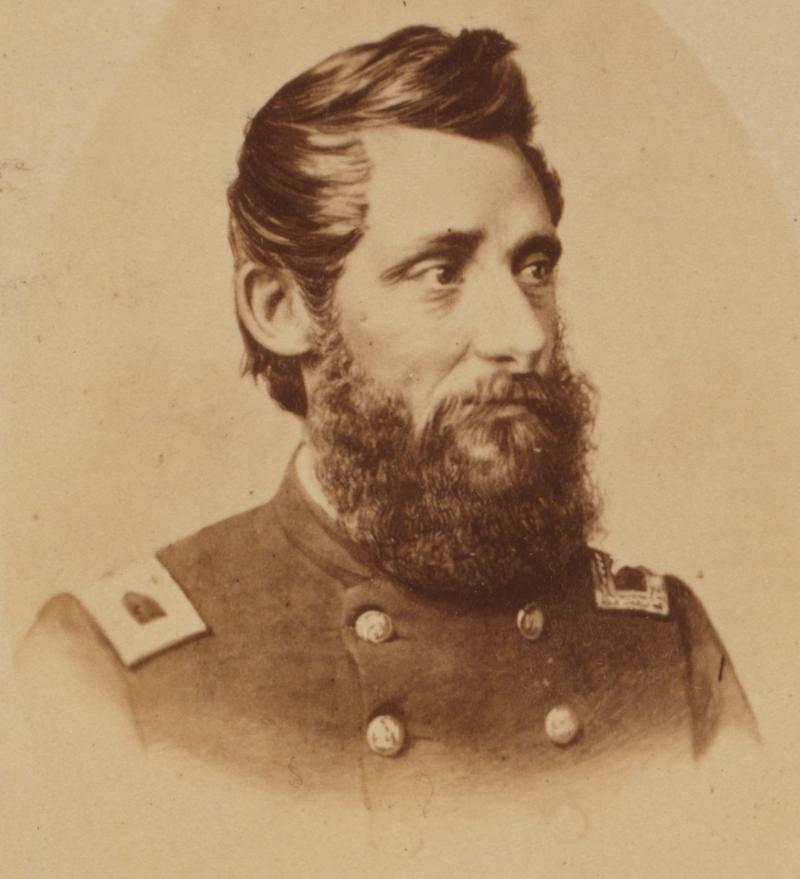
Benjamin H. Grierson

Benjamin Henry Grierson (* 18. Juli 1826 in Pittsburgh, Pennsylvania; † 31. August oder 1. September 1911 in Omena, Michigan) war ein US-amerikanischer Brigadegeneral des US-Heeres.

## Leben und Wirken

### Frühe Jahre
Grierson wurde als jüngstes von fünf Kindern der Eheleute Robert und Mary Sheppard Grierson geboren. Im Alter von acht Jahren erlitt er durch den Tritt eines Pferdes eine klaffende Gesichtsverletzung, was zu einer Angst vor Pferden und vorm Reiten führte. Grierson gründete 1839 eine Musikband und wurde 1851 Musiklehrer in Jacksonville, Illinois. In Youngstown, Ohio heiratete Grierson am 24. September 1854 Alice Kirk, deren Schriften über das Leben von Frauen und Kindern im amerikanischen Bürgerkrieg 1989 von Shirley Anne Leckie veröffentlicht wurden. Sie bekamen sieben Kinder, von denen vier das Erwachsenenalter erreichten. Im selben Jahr beteiligte sich Grierson bis 1861 an einem erfolglosen Handelsunternehmen und engagierte sich in der republikanischen Partei.

### Sezessionskrieg

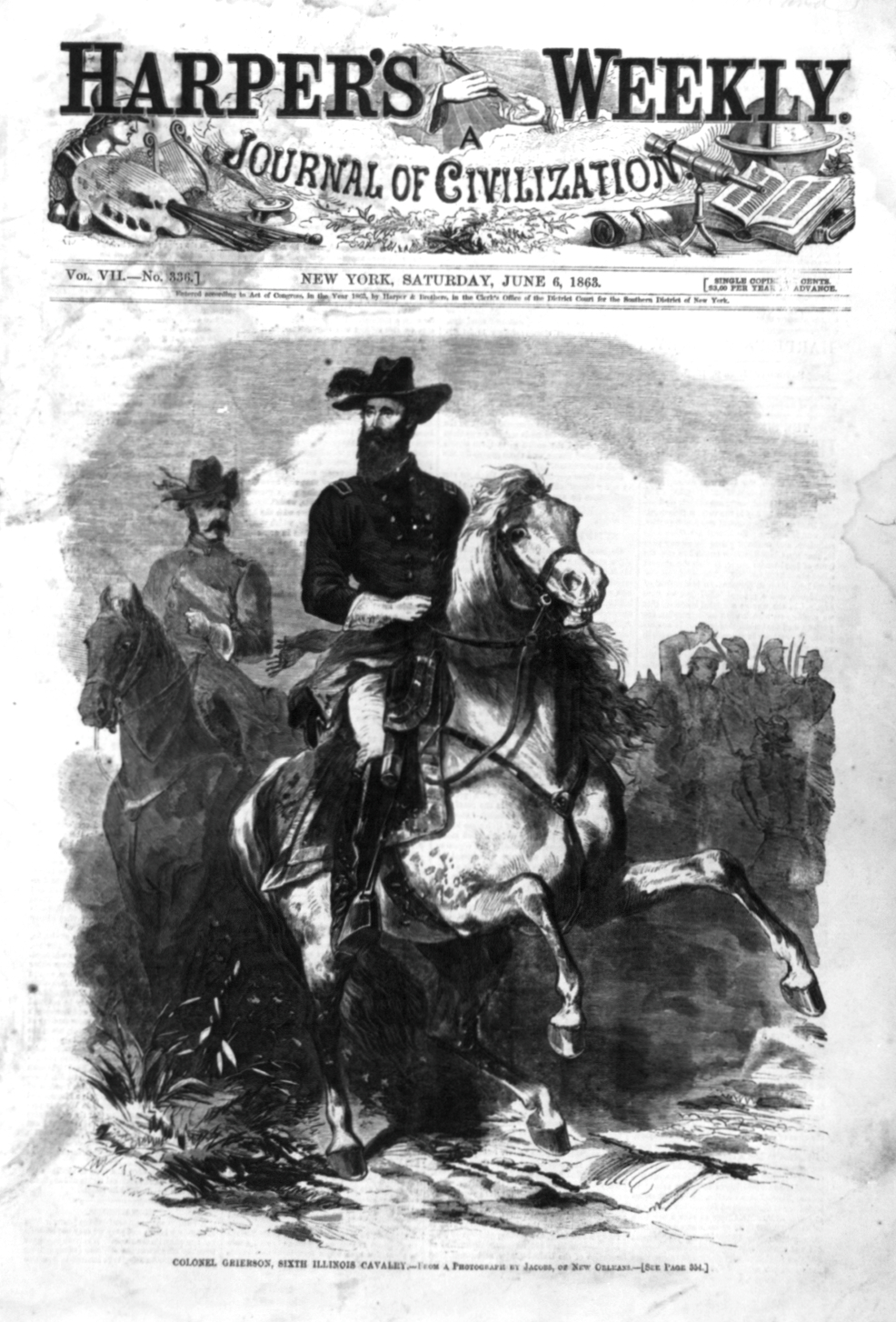
Benjamin H. Grierson führt seine Kavallerie, Harper’s Weekly am 6. Juni 1863

Bei Ausbruch des Krieges meldete sich Grierson freiwillig und wurde als Hauptmann Adjutant Generalmajor Benjamin Prentiss’. Am 24. Oktober 1861 wurde er zum Major befördert und zum 6. Illinois-Kavallerie-Regiment versetzt. Wie es ihm gelang, seine panische Angst vor Pferden zu überwinden, ist nicht bekannt. Am 12. April 1862 wurde Grierson zum Regimentskommandeur ernannt und zum Oberst befördert. Das Regiment war an drei unterschiedlichen Orten stationiert und führte schwadronsweise zahlreiche Raids gegen Eisenbahnlinien und militärische Einrichtungen in Tennessee und Mississippi, sowie Aufklärung durch.
Im November 1862 wurde Grierson zum Brigadekommandeur einer Kavalleriebrigade der Tennessee-Armee ernannt. Im Dezember nahm er an der erfolglosen Verfolgung der Truppen des konföderierten Generalmajor Earl Van Dorns teil, der zuvor in Mississippi bei Holly Springs das Versorgungsdepot General Ulysses S. Grants zerstört hatte.
Grierson erhielt im Frühjahr 1863 von Generalmajor Grant den Auftrag, im Hinterland der konföderierten Mississippi-Armee Kräfte der Konföderierten zu binden und zu vernichten. Der „Griersons Raid“ mit ungefähr 1700 Kavalleristen führte vom 17. April 1863 bis zum 2. Mai 1863 über mehr als 800 Meilen durch Mississippi bis nach Baton Rouge, Louisiana. Dabei zerstörte Grierson Eisenbahnlinien und große Mengen Versorgungsgüter und band erhebliche konföderierte Kräfte. Dadurch wurde die Mississippi-Armee so geschwächt, dass es Generalmajor Grant während des zweiten Vicksburg-Feldzuges gelang, nahezu kampflos den Mississippi zu überqueren. Als Belohnung für die erfolgreiche Durchführung wurde er am 3. Juni zum Brigadegeneral befördert. Grierson wurde am 24. Juni 1864 zum Divisionskommandeur einer Kavalleriedivision der Tennessee-Armee ernannt. Am 1. März 1865 übernahm er als Kommandierender General das Kavalleriekorps des Wehrbereichs Westliches Mississippi. Als seine letzte militärische Aktion des Krieges führte Grierson das Korps im Mobile-Feldzug. Nach Ende der Feindseligkeiten wurde er am 27. Mai 1865 zum Generalmajor befördert.

### Nach dem Krieg
Grierson wurde am 30. April 1866 ehrenvoll aus dem aktiven Dienst der Freiwilligenorganisation des US-Heeres entlassen. Er bewarb sich, im regulären Heer zu dienen; und obwohl er keine Ausbildung an der Militär-Akademie durchlaufen hatte, übernahm ihn das Heer im Dienstgrad Oberst. Grierson erhielt den Auftrag, das 10. US-Kavallerie-Regiment aufzustellen und wurde am 28. Juli 1866 zu dessen Kommandeur ernannt. Das Regiment bestand aus afroamerikanischen Soldaten, die später als Buffalo Soldiers bekannt und von weißen Offizieren geführt wurden. Wegen seiner Leistungen während des Grierson Raids wurde er am 2. März 1867 sowohl zum Brevet-Brigadegeneral als auch zum Brevet-Generalmajor befördert.
Grierson war von der Leistungsfähigkeit der Soldaten des Regiments überzeugt und überwarf sich immer wieder mit anderen Offizieren, die die Kampfkraft der schwarzen Soldaten nur gering schätzten. Das Regiment wurde bis zum Ende der Indianerkriege an der Frontier zum Schutz von Eisenbahnlinien und Siedlern und zur Niederschlagung von indianischen Aufständen in verschiedenen Garnisonen eingesetzt. In die Zeit der Verwendung als Regimentskommandeur fielen die Verhaftungen der Indianerhäuptlinge Satanta, Big Tree und Victorios. Grierson kommandierte später die Wehrbezirke New Mexico und Indianer-Territorium und den Wehrbereich Arizona. Am 5. April 1890 wurde er zum Brigadegeneral befördert. Durch seine Einsätze in West Texas begannen seine Frau und er, diese Landschaft zu lieben, und entschlossen sich, sich dort zur Ruhe zu setzen. Dazu sollte es jedoch nicht kommen, da seine Frau im Jahr 1888 verstarb. Am 8. Juli 1890 wurde Grierson pensioniert.
Grierson heiratet am 28. Juli 1897 Lillian Atwood King. 1907 erlitt er einen Schlaganfall, von dem er sich nie ganz erholte. Am 31. August 1911 starb er in Omena, Michigan und wurde auf dem Jacksonville East Cemetery in Jacksonville, Illinois beigesetzt.

## Medien
Benjamin Grierson ist eine der Hauptpersonen in der TNT-Dokumentation Buffalo Soldiers. Die Figur Colonel John Marlowe, gespielt von John Wayne, im Film Der letzte Befehl basiert auf Grierson.